# 小行星2124
小行星2124（2124 Nissen）是一颗围绕太阳公转的小行星。1974年6月20日，菲利克斯·阿吉拉爾天文台在圣胡安省发现了此天体。
該小行星以阿根廷天文學家胡安·何塞·尼森（Juan Jose Nissen）命名。
这颗小行星的绝对星等为256.54264等。